# Винник, Лев Павлович
Лев Па́влович Ви́нник (29 марта 1935, Смоленск — 27 сентября 2023, Москва) — советский и российский геофизик, сейсмолог, доктор физико-математических наук, профессор.

## Биография
В 1957 году окончил геологический факультет Московского государственного университета имени М. В. Ломоносова по специальности «геолог-геофизик». После окончания МГУ поступил в Институт физики Земли им. О. Ю. Шмидта АН СССР. В 1957—1959 годы зимовал в Антарктиде в составе 3-й Континентальной Антарктической экспедиции, где отвечал за наблюдения полярных сияний. По окончании зимовки в Антарктике вернулся в Институт физики Земли, где стал заниматься вопросами сейсмического обнаружения и идентификации атомных взрывов.
В 1966 году защитил кандидатскую диссертацию, материалы которой опубликованы в виде монографии «Структура микросейсм и некоторые вопросы методики группирования в сейсмологии». Одним из результатов этого цикла исследований является обнаружение в центральной Азии микросейсмических продольных волн. Ранее считалось, что микросейсмы состоят только из поверхностных волн. В дальнейшем занимался главным образом вопросами внутреннего строения Земли. По материалам этого цикла в 1975 году защитил докторскую диссертацию и опубликовал монографию «Исследования мантии Земли сейсмическими методами».
В течение длительного времени заведовал лабораторией сейсмологических исследований и отделом внутреннего строения Земли Института физики Земли.

## Научная деятельность
Л. П. Винник является пионером широко применяемых во всем мире методов исследования структуры земных недр по сейсмическим данным. В 1976 году разработал метод выделения слабых волн, возникающих на глубинных сейсмических границах, и впервые выделил обменные волны от границ в зоне фазовых переходов. В настоящее время эта работа считается первым применением метода приемных функций. В 1984 году разработал метод измерения упругой анизотропии литосферы, основанный на наблюдениях сейсмических фаз SKS и SKKS. Этот метод, метод приемных функций и различные модификации сейсмической томографии образуют современный комплекс региональных сейсмических исследований литосферы. В 1989 году обнаружил, что поперечная волна, дифрагированная на границе ядро-мантия, может иметь вертикальную поляризацию. При этом вертикально и горизонтально поляризованные дифрагированные волны распространяются с различной скоростью. Это наблюдение привело к выводу об анизотропии слоя в подошве мантии и породило новое направление глубинных сейсмических исследований. В 1992—1993 гг. обнаружил в южной Африке слой низкой скорости поперечных волн непосредственно над 410-километровой границей. В настоящее время этот слой обнаружен в ряде районов мира и объясняется частичным плавлением вследствие дегидратации оливина.
В последние 20 лет занимался совершенствованием методов анализа сейсмических наблюдений: разработал метод приемных функций поперечных волн, получивший широкое распространение в мире, метод совместного обращения приемных функций различных типов, метод исследования азимутальной анизотропии, основанный на совместном использовании волны SKS и приемных функций продольных волн. Впервые применил метод приемных функций для исследования Луны. Занимался исследованием структуры земных недр в диапазоне глубин от поверхности до центра Земли. Выполнил исследования структуры литосферы континентальных областей (Тянь-Шань, Индийский щит, Гималаи, Тибет, Фенноскандия, южная Африка, Анатолия, Сибирский кратон, Гибралтарская дуга и др.) и горячих точек в Атлантике (Исландия, Азорские острова, острова Зелёного Мыса). При этом в ряде случаев были получены выдающиеся результаты. Например, было впервые показано, что верхняя мантия Индийского щита глубоко переработана относительно молодыми метасоматическими процессами. При этом северные Гималаи и Тибет подстилаются слабо изменённой мантийной литосферой Индийского щита.
Выполнял исследования в Центре сейсмических данных НОРСАР (Норвегия), в Центральной сейсмологической обсерватории ФРГ (Эрланген), Парижском институте физики Земли, Университете Калифорнии в Беркли, Институте исследования землетрясений (Токио), Институте геофизики университета Иоганнесбурга (ЮАР), Центре наук о Земле в Потсдаме (ФРГ), Институте геофизики Университета Оулу (Финляндия), университете Лиссабона, отделе геофизики Университета Копенгагена, двух университетах Турции и Национальном геофизическом Институте Индии (Хайдарабад). С 2002 по 2010 годы читал лекции по вопросам прямых и обратных задач сейсмологии в международной школе при Институте теоретической физики в Триесте (Италия). Участвовал в работах международного Геодинамического проекта и Межсоюзной комиссии по литосфере. В 1993—1998 годы был сопредседателем проекта «Динамика континентальной верхней мантии: от сейсмической анизотропии к строению гор» международной программы «Литосфера». Приглашался в качестве члена жюри конкурсов на гранты Европейского Научного Совета (ERC, Брюссель).

## Награды, премии
- 1991 — Премия Александра фон Гумбольдта (фонд Гумбольдта, ФРГ) (ФРГ)
- 1997 — Премия имени Б. Б. Голицына, РАН
- 2004 — медаль Б. Гутенберга (Европейский Союз наук о Земле, EGU)[1]
- 2016 — медаль Гарри Филдинга Рейда (Сейсмологическое Общество Америки (англ. Seismological Society of America))
- 2017 — медаль Эрнста фон Рёбер-Пашвица (Немецкое Геофизическое Общество (англ. German Geophysical Society))[2]

## Членство в организациях
- Европейская Академия (Academia Europaea) (1993)
- Американский Геофизический Союз (AGU), почетный член (1994)

## Статьи
- в базе данных Google Scholar ,
- в базе данных РИНЦ
- в базе данных SCOPUS
- в базе данных ИСТИНА